# Síndrome da cauda equina
Síndrome da cauda equina é uma séria condição neurológica na qual há perda aguda da função dos elementos neurológicos (raízes nervosas) do canal espinhal abaixo do cone medular, a terminação da medula espinhal.

## Causas
As principais causas são: tumores, lesões, hérnia de disco, estenose espinhal, cisto de Tarlov, condições inflamatórias, fraturas patológicas (por osteoporose) ou  fraturas traumáticas na região da coluna vertebral lombar abaixo do cone medular. Além dessas causas, raramente pode ser decorrente de uma doença chamada espondilite anquilosante, em que nesse caso, ocorrerá um processo inflamatório na articulação sacroilíacas, traduzindo por um quadro de dor nas nádegas e lombalgia, com alterações sensoriais e motoras.

## Sintomas
- Incontinência urinária ou incontinência fecal[1]
- Diminuição da sensibilidade na região do corpo humano, onde se senta uma pessoa, na sela de um cavalo (anestesia em sela)
- Disfunção dos movimentos de uma ou ambas as pernas
- Dor, dormência, fraqueza ou paresia de uma ou ambas as pernas, que podem ocasionar  quedas frequentes, dificuldades para subir escadas ou levantar-se de uma cadeira e para caminhar.

## Exame complementar de diagnóstico
Imagem por ressonância magnética, radiografia e tomografia computadorizada  complementam aos dados da anamnese e do exame físico.

## Tratamento
O manejo da síndrome da cauda equina verdadeira frequentemente envolve descompressão cirúrgica.
A síndrome da cauda equina de origem súbita é considerada uma emergência médica. A descompressão cirúrgica por meio de laminectomia ou outras abordagens podem ser feitas dentro de 48 horas a partir do desenvolvimento dos sintomas, se for demonstrada uma lesão compressiva, como uma disco rompido, abscesso epidural, tumor ou hematoma. Este tratamento pode melhorar significantemente a chance de se evitar uma lesão neurológica a longo prazo.